# Estadio Mile High
Mile High Stadium (originalmente Bears Stadium) fue un estadio polideportivo, ubicado en Denver, Colorado, Estados Unidos. Se inauguró en el año 1948 y su cierre fue en 2001. Su nombre se refiere a que la ciudad de Denver tiene una altura sobre el nivel del mar de 1 milla (1.609 metros).
Fue casa de gran parte de los equipos profesionales del estado de Colorado: los Denver Broncos, de la AFL y la NFL, de 1960 a 2000; los Colorado Rockies, de la Liga Nacional, de la MLB, de 1993 a 1994; los Colorado Rapids, de la MLS, de 1996 a 2001; el Denver Gold, de la USFL, 1983 a 1985; y los Denver Bears y Denver Zephyrs, de la liga menor de béisbol Western League, American Association y PCL, desde 1948, hasta 1992.

## Galería

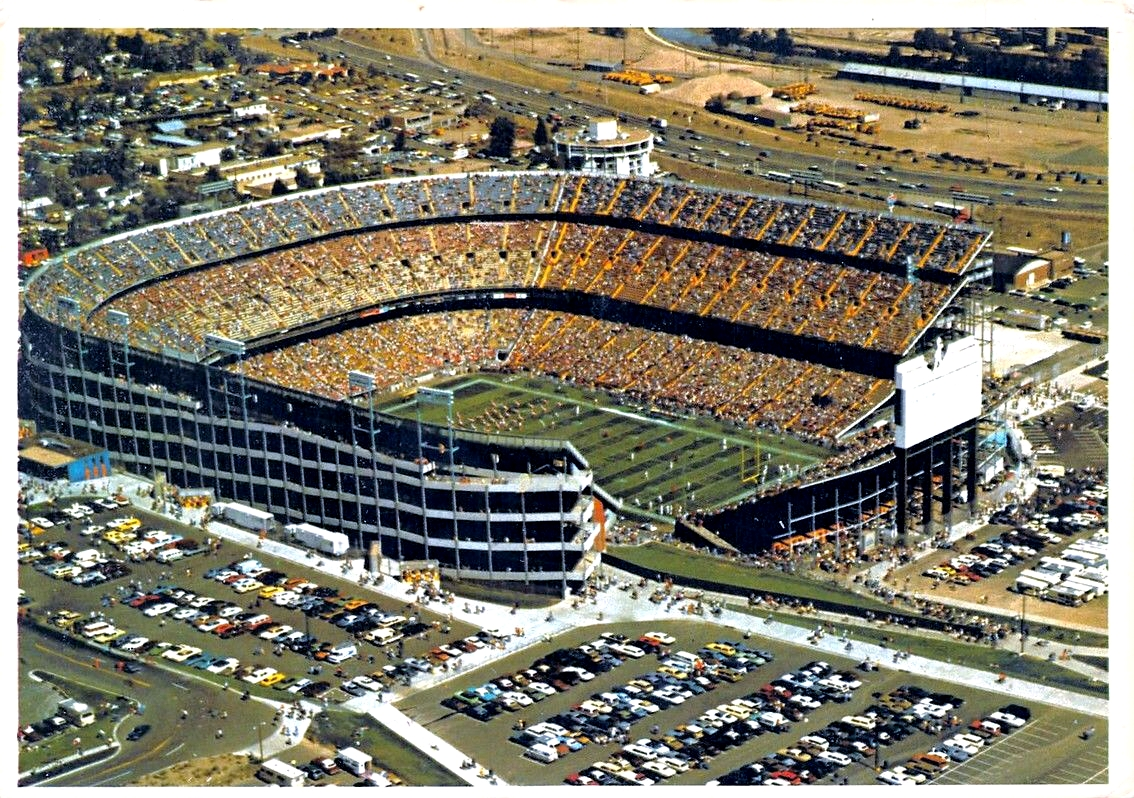
Vista aerea en 1980.